# Doug Utjesenović
Dragan Utjesenović – noto come Doug Utjesenović – (Belgrado, 8 ottobre 1946) è un ex calciatore jugoslavo naturalizzato australiano, di ruolo difensore.

## Carriera

### Club
Ha giocato nella prima divisione jugoslava (9 presenze con l'OFK Belgrado ad inizio carriera) ed in quella australiana.

### Nazionale
Ha partecipato ai Mondiali del 1974.